# حمام جنت
حمام جنت مربوط به اواخر دوره قاجاریه است و در شهرستان اصفهان، خیابان ولیعصر، کوی حمام جنت، پلاک ۲۱ واقع شده و این اثر در تاریخ ۸ بهمن ۱۳۸۵ با شمارهٔ ثبت ۱۷۰۳۵ به عنوان یکی از آثار ملی ایران به ثبت رسیده است.